# Numata
Numata (沼田市 Numata-shi) é uma cidade japonesa localizada na província de Gunma.
Em 2003 a cidade tinha uma população estimada em 54 693 habitantes e uma densidade populacional de 123 h/km². Tem uma área total de 443,37 km².
Recebeu o estatuto de cidade a 1 de Abril de 1954.

## Cidades-irmãs
- Frisinga, Alemanha
- Shimoda, Japão